# NGC 117
NGC 117 è una galassia lenticolare situata nella costellazione della Balena.
È stata scoperta il 13 settembre 1863 dall'astronomo tedesco Albert Marth.